# Гірківка
Гіркі́вка — село в Україні, у Захарівській селищній громаді Роздільнянського району Одеської області. Населення становить 77 осіб.
До 17 липня 2020 року було підпорядковане Захарівському району, який був ліквідований.

## Населення
Згідно з переписом 1989 року населення села становило 76 осіб, з яких 33 чоловіки та 43 жінки.
За переписом населення 2001 року в селі мешкало 77 осіб.

### Мова
Розподіл населення за рідною мовою за даними перепису 2001 року:
| Мова       | Відсоток |
| ---------- | -------- |
| українська | 84,42 %  |
| молдовська | 12,99 %  |
| російська  | 2,6 %    |